# Telecorporacion Salvadoreña
Telecorporación Salvadoreña (TCS) è un'azienda mediatica salvadoregna.
Telecorporación Salvadoreña è un gruppo di televisioni locali formato da channel 2, 4, 6, e VTV. Per la maggior parte del tempo ogni canale ha una programmazione indipendente, ma i segnali dei canali 2, 4, e 6 sono collegati tra loro le mattine dei giorni feriali per trasmettere notiziari e programmi di interesse generale. Quando sono collegati tra di loro, il nome della rete diventa
Telecorporación Salvadoreña, al posto dei singoli nomi dei canali (2, 4 e 6). Oltre ai quattro canali televisivi, TCS possiede anche due radio: VOX FM e Que Buena.

## Canali televisivi
- Canal 2
- Canal 4
- Canal 6
- TCS+
- TCS Internacional

## Stazioni radio
- Radio Que Buena
- VOX FM